# Dolichopoda cassagnaui
Dolichopoda cassagnaui är en insektsart som beskrevs av Boudou-saltet 1971. Dolichopoda cassagnaui ingår i släktet Dolichopoda och familjen grottvårtbitare. Inga underarter finns listade i Catalogue of Life.